# 東岳寺 (足立区)

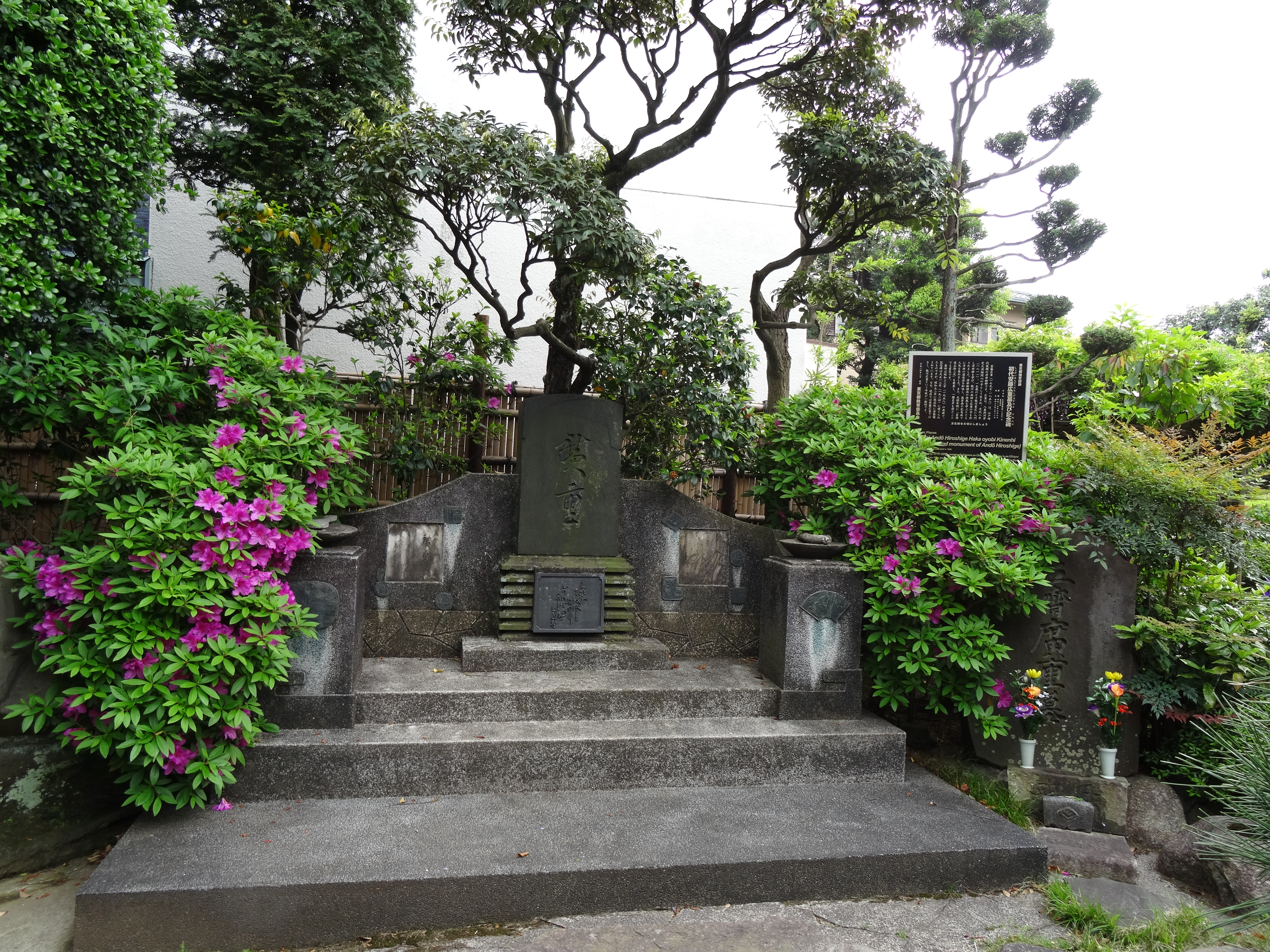
歌川広重の墓

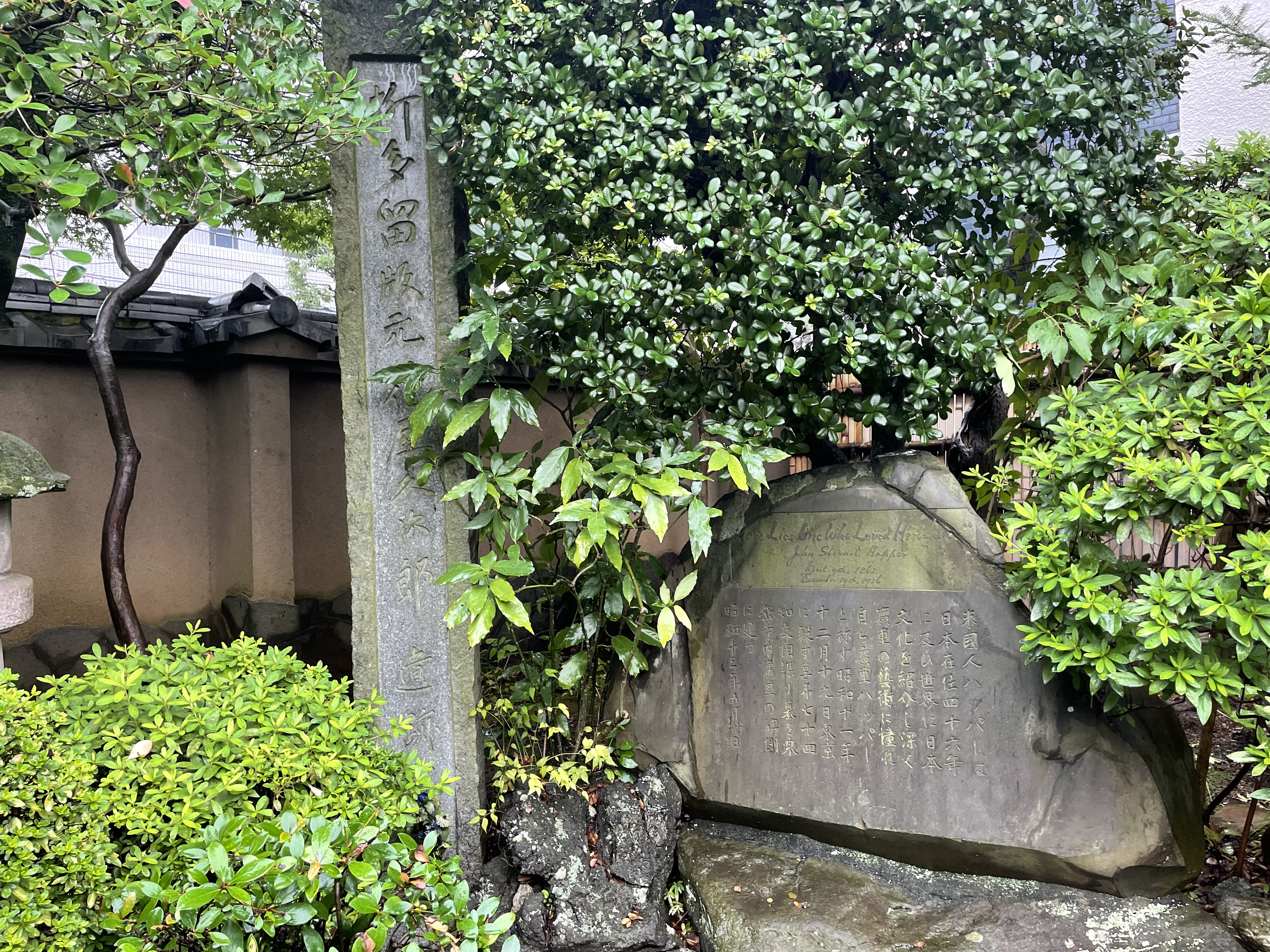
ハッパーの墓

東岳寺（とうがくじ）は、東京都足立区にある曹洞宗系の単立寺院。

## 概要
1614年（慶長18年）、門解蘆関によって開山された。元々は江戸浅草鳥越（現・東京都台東区鳥越）に位置していた。関東大震災や東京大空襲などの罹災に遭い、ついに1961年（昭和36年）に現在地に移転した。

## 墓所
境内には、歌川広重の墓がある。また広重の墓の隣りにジョン・スチュワート・ハッパー（1863年4月9日～1936年12月19日）の墓もある。ハッパーはアメリカ人の広重の研究者で、「広重ハッパー」を自称するほどの人物であった。彼の死去後、友人たちの図らいにより、広重の墓の隣りに葬られることになった。

## 交通アクセス
- 竹ノ塚駅より徒歩6分（経路案内）。